# Петронижевич, Бранислав
Бранислав Петронижевич (правильное произношение: Петрони́евич (серб. Бранислав Петронијевић) (25 марта / 6 апреля 1875, Совляк близ Уба, Княжество Сербия — 4 марта 1954, Белград, СФРЮ) — сербский и югославский философ, математик. Доктор философии (1898), профессор Белградского университета (1903). Академик Сербской академии наук и искусств (с 1920). Видный представитель югославской философии. Входит в перечень "100 самых известных сербов".

## Биография
Сын богослова. Учился в гимназии г. Валево. Затем в Белградской высшей школе. С 1894 года изучал медицину в Венском университете. Вступил в Философское общество университета. Слушал лекции Л. Больцмана.
Через три года перевёлся в Лейпцигский университет, где изучал философию под руководством И. Волькельта, В. Оствальда и Э. Маха. В 1898 году защитил кандидатскую диссертацию Der Satz vom Grunde («Принцип разума»).
Опубликовал несколько работ по экспериментальной психологии. Разработал оригинальную систему, в рамках которой, помимо метафизики, он рассматривал теорию познания и философию природы. Разработал метафизическую теорию, которую он назвал моноплюрализмом, сопоставив её с теориями Спинозы, Лейбница и Джорджа Беркли и связал её с собственной версией «дискретной геометрии», с его «эмпириорационалистической» теорией познания и эволюционной философией природы.
Писал на немецком и французском языках. Основные работы: «Принципы метафизики» (два тома), «История современной философии», «Универсальная эволюция», «Статьи и исследования» (четыре тома), «Эмпирическая психология», «О ценности жизни» (с автобиографией, опубликованной посмертно).
Среди его наиболее заметных вкладов в логические основы математики можно назвать работу над типичными геометриями, проблемой бесконечности пространства, задачей трёх тел, разностными коэффициентами и математической индукцией. В области психологии он разработал теорию о наблюдении за прозрачностью и о глубине и наблюдении за сложными цветами.
С февраля 1906 года — член-корреспондент Сербской королевской академии наук и искусств.
Во время Первой мировой войны был военным корреспондентом. После войны — преподаватель Белградского университета. В 1932—1933 годах работал секретарём Сербской королевской академии. Основал Сербское философское общество в 1938 году.
В 1941 и 1947 годах номинировался на Нобелевскую премию по литературе.

## Избранные труды
- Спиритизам. Београд, 1900. стр. 74
- Фридрих Ниче. Н. Сад, 1902. стр. 99
- О слободи воље, моралној и кривичној одговорности. Београд, 1906. стр. 178+1
- Едуард Хартман. Живот и филозофија. Београд, 1907. стр. 43
- Филозофија у «Горском Вијенцу» Н. Сад, 1908. стр. 60
- Основи емпириске психологије. Београд, 1910. стр. 318
- Чланци и студије. Књ. I—III. Београд, 1913-22.
- Шопенхауер, Ниче и Спенсер. Београд, 1922. стр. 316
- Историја новије филозофије. I део од Ренесансе до Канта. Београд, 1922. стр. 389
- Основи емпириске психологије. II изд. Књ. I—III. Београд, 1923-6. стр. 12+172
- Основи теорије сазнања са 19 сл. у тексту. Београд, 1923. стр. 187
- Хегел и Хартман. Београд, 1924. стр. 151
- Чланци и студије. Нова серија. Београд, 1932. стр. 1932
- Принципи метафизике — I, II, Београд, 1998.